# Robert J. White
Robert Joseph White (Duluth, 21 gennaio 1926 – Geneva, 16 settembre 2010) è stato un chirurgo e ricercatore statunitense, noto per i suoi trapianti di testa sulle scimmie.

## Biografia
White è stato cresciuto a Duluth, nel Minnesota, dalla madre e da una zia. Suo padre fu ucciso mentre combatteva nella Guerra del Pacifico durante la seconda guerra mondiale.
White cominciò i suoi studi universitari all'Università di St. Thomas nel Minnesota prima di entrare alla Medical School dell'Università del Minnesota nel 1949; si trasferì in seguito all'Harvard Medical School nel 1951, dove si laureò con lode nel 1953.
Nella sua carriera, White eseguì più di 10.000 operazioni chirurgiche e pubblicò più di 900 articoli. Ha ricevuto la laurea honoris causa dalla John Carroll University (dottore in Scienze, 1979), Cleveland State University (dottore in Scienze, 1980), Walsh University (dottore in lettere umane, 1996) e dalla University of St. Thomas (dottore in Scienze, 1998).
White ha avuto dieci figli dalla moglie Patricia Murray, un'infermiera incontrata al Peter Bent Brigham Hospital. Devoto cattolico, White era membro della Pontificia Accademia delle Scienze. È morto nella sua casa a Geneva (Ohio) all'età di 84 anni, dopo aver sofferto di diabete e cancro alla prostata.

## Ricerche
Valutando la realizzabilità di un trapianto di cervello sull'uomo, a partire dagli anni settanta condusse una serie di esperimenti su primati. I trapianti di testa su scimmie viventi riuscirono ma gli individui rimasero paralizzati dal tronco in giù, come previsto.
Queste operazioni furono perfezionate al punto che la testa trapiantata poteva resistere indefinitamente sul suo nuovo corpo, anche se gli animali venivano alla fine uccisi. Il problema con questa operazione è che, non essendo ancora tecnicamente possibile per la scienza medica collegare i nervi della testa con quelli del tronco, il ricevente rimane paralizzato dal collo in giù. La testa trapiantata può sentire, pensare e percepire i gusti: in breve, riesce a fare tutto ciò che farebbe se fosse attaccata al corpo originale, ma non può muovere quello nuovo. L'importanza del trapianto della testa per quanto riguarda gli umani è che si ha la possibilità di salvare vite da quasi ogni malattia.
Fino agli ultimi anni Robert White sostenne la fattibilità pratica di trapianti di cervello sull'uomo, che tuttavia avrebbero prodotto, allo stato attuale dell'evoluzione della ricerca medica, individui tetraplegici. Sviluppò un macchinario in grado di tenere in vita la testa per almeno un'ora dopo il distacco dal corpo, riducendo al minimo i danni cerebrali, ma non riuscì mai ad ottenere i finanziamenti necessari per mettere in opera il primo trapianto di testa.